# Hochschulevaluierungsverbund
Der Hochschulevaluierungsverbund Südwest (HESW) wurde am 30. Juni 2003 in Mainz gegründet. Der Verbund ist ein Zusammenschluss von Hochschulen, die durch ihre Mitgliedschaft dem Bestreben nach Sicherung und Weiterentwicklung einer hohen Qualität in Forschung, Studium und Lehre Ausdruck verleihen. Ziel des Hochschulevaluierungsverbundes ist die Qualitätsentwicklung und Qualitätssicherung in den Fächern, Fachbereichen und Einrichtungen an den einzelnen Mitgliedshochschulen zu unterstützen.

## Organisation und Arbeitsbereiche
Der Hochschulevaluierungsverbund ist als eingetragener Verein organisiert. Der Vorstand wird von den Mitgliedern des Hochschulevaluierungsverbundes gewählt. Derzeit fungiert Stefan Löhrke, Vizepräsident der RPTU Kaiserslautern-Landau, als Vorsitzender. Die Geschäftsführung des Hochschulevaluierungsverbunds wird vom an der Johannes Gutenberg-Universität Mainz angesiedelten Zentrum für Qualitätssicherung und -entwicklung ausgeübt. 
Folgende Arbeitsfelder prägen die Arbeit des Hochschulevaluierungsverbundes:
- Evaluation in Lehre und Forschung
- Hochschuldidaktik
- Hochschulforschung

## Mitgliedshochschulen
Zurzeit sind 23 Hochschulen Mitglieder im Hochschulevaluierungsverbund:
- Technische Hochschule Bingen
- Hochschule für Finanzen/Landeshochschule Rheinland-Pfalz Edenkoben
- Johann Wolfgang Goethe-Universität Frankfurt am Main
- Frankfurt School of Finance and Management
- Hochschule der Deutschen Bundesbank Schloss Hachenburg
- Hochschule der Polizei Hahn
- Hochschule Kaiserslautern
- Rheinland-Pfälzische Technische Universität Kaiserslautern-Landau
- Cusanus Hochschule für Gesellschaftsgestaltung Koblenz
- Universität Koblenz
- Hochschule Koblenz
- Hochschule für Wirtschaft und Gesellschaft Ludwigshafen
- Hochschule Mainz
- Johannes Gutenberg-Universität Mainz
- Katholische Hochschule Mainz
- Hochschule für öffentliche Verwaltung Rheinland-Pfalz, Mayen
- Hochschule für Technik und Wirtschaft des Saarlandes, Saarbrücken
- Universität des Saarlandes, Saarbrücken
- Deutsche Universität für Verwaltungswissenschaften Speyer
- Hochschule Trier
- Universität Trier
- Hochschule Worms
- Vinzenz Pallotti University, Vallendar